# Majesty (groupe)
Pour les articles homonymes, voir Majesty.
Majesty, aussi appelé Metalforce, est un groupe allemand de heavy metal, actif entre 1999 et 2023.

## Histoire

### Débuts
Le groupe est formé en 1997 par Tarek « MS » (« Metal Son ») Maghary et Udo Keppner. Le premier concert de Majesty a lieu à Kupprichhausen en été 1998. Jusqu'en 2000, ils jouent dans divers festivals de metal et publient deux bandes démo qui sont bien accueillies par la scène metal. Un héritage de Maghary permet à Majesty de sortir en 2002 son premier album studio professionnel auto-produit, Keep It True. De nombreux samplers de magazines contenaient des titres comme Son of Metal, Strong as Steel, Keep It True et Hail to Majesty. 
Dans le style typique du true metal, les chansons passent de représentations romantiques de batailles fantastiques et médiévales à des odes épiques au metal. Sur scène, le groupe se présente entièrement vêtu de cuir noir et de bracelets cloutés. Après des concerts couronnés de succès, notamment au festival Bang Your Head, Majesty signe un contrat de distribution avec Massacre Records en 2001.

### Années 2000
En 2002, le premier album officiel Sword and Sorcery sort,. Pour la chanson Heavy Metal, Ross the Boss, ancien guitariste de Manowar, enregistre un solo. L'illustration de la pochette est réalisée par Ken Kelly, qui avait déjà travaillé pour Manowar et Kiss, entre autres.
En été 2003, Tarek Maghary organise son propre festival de metal, Keep It True, à Lauda-Königshofen. En octobre 2003, le groupe sort son prochain album studio, Reign in Glory,. Dès lors, Maghary se concentre exclusivement sur le chant, Rolf Munkes prend en charge la guitare. Peu après, le guitariste Björn Daigger, originaire de Mannheim, rejoint également le groupe. En tant que première partie, la tournée de Majesty le mène également en Autriche, en République tchèque et en Pologne. En outre, le deuxième festival Keep it True a lieu au printemps 2004, au cours duquel Majesty se produit également, mais pas en tant que tête d'affiche.
Le premier album live Metal Law (double CD et DVD) sort en été 2004. En avril 2006, Majesty se sépare de son guitariste Munkes pour des raisons personnelles. Son successeur est Christian Münzner.
Avec l'album Hellforces, sorti en 2006, le groupe entre pour la première fois dans les charts allemands des albums, pour ensuite partir en tournée européenne avec Mystic Prophecy. Udo Dirkschneider (chanteur de U.D.O. et anciennement Accept) fait une apparition en tant qu'invité sur cet album, en reprenant quelques parties vocales pour le gros plan du morceau Metal Law de l'album live homonyme.
Les 6 et 7 juillet 2007, Majesty se produit également au premier festival Magic Circle organisé par Manowar à Bad Arolsen. Début 2008, le batteur Michael Gräter quitte le groupe pour des raisons familiales ; son successeur est Jan Raddatz. Tarek est également responsable du projet Dawnrider, dans lequel un roman fantastique est transposé en un album-concept. Pour cela, de nombreux musiciens invités issus du monde du metal sont engagés. Le 12 juillet 2008, lors de leur apparition au deuxième festival Magic Circle, il est annoncé que le groupe avait changé son nom de Majesty en Metalforce. Leur album éponyme sort en septembre 2009 sous le label Magic Circle Music, dirigé par le fondateur de Manowar et bassiste Joey DeMaio. Toujours en 2009, un documentaire de 15 minutes sur le groupe est mis en ligne.

### Années 2010

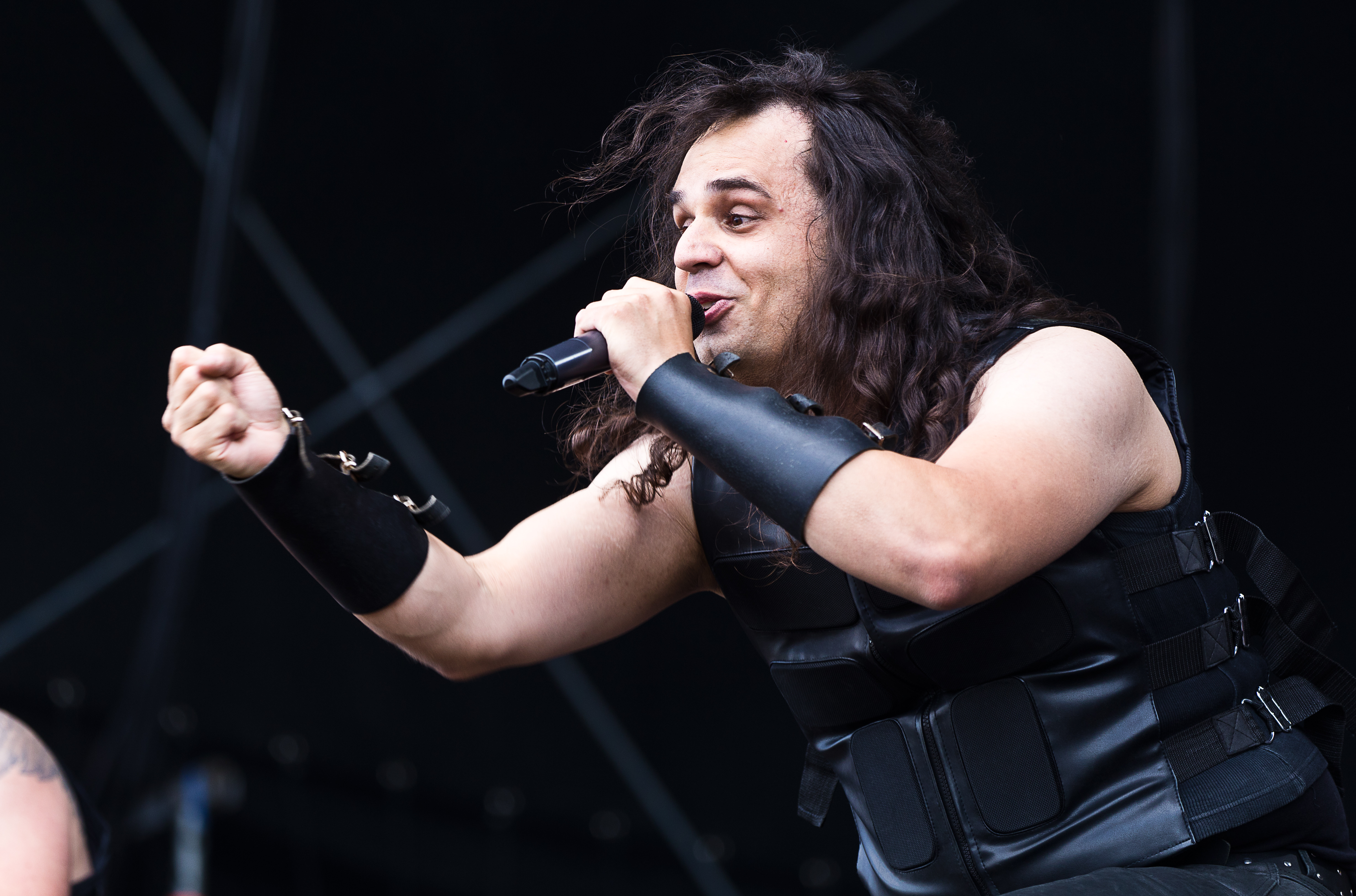
Le chanteur Tarek Maghary, au Rockharz 2015 à Ballenstedt.

Début 2010, l'arrivée d'un autre membre permanent du groupe, Josef Echter, qui avait déjà donné un coup de main lors d'un concert l'année précédente, est annoncée. Cependant, pour des raisons de santé, il quitte le groupe la même année. De plus, MetalForce, avec HolyHell, accompagne Manowar en tant qu'invité spécial lors de leur tournée mondiale Death to Infidels (en Allemagne et aux Pays-Bas).
Au printemps 2011, Metalforce annonce sa séparation et sa reformation sous le nom original de Majesty. Parmi les raisons invoquées, on trouve les réactions largement négatives des fans au changement de nom. De plus, de nombreux promoteurs de musique ne voulaient laisser le groupe se produire que sous le nom de Majesty, car ils étaient relativement peu connus sous le nom de Metalforce. Par conséquent, Freddy Schartl quitte le groupe et est remplacé par Alex Palma, et l'ancien guitariste Björn Daigger est engagé pour des concerts. Le 2 septembre 2011, Massacre Records publie le double CD Own the Crown, un best-of contenant sur le premier CD une sélection de chansons des quatre premiers albums de Majesty, et sur le second plusieurs nouvelles chansons disponibles uniquement sur des éditions spéciales ou en ligne, ainsi que des nouveaux enregistrements et des enregistrements live et des démos.
Le 15 octobre 2012, un enregistrement du concert de retour sort en DVD sous le titre Shake the Ground. Le sixième album studio, Thunder Rider, sort le 4 janvier 2013 sur NoiseArt Records. Le nouvel album est suivi de la première tournée depuis la reformation. Avec Grave Digger, Wizard et Gun Barrel, Majesty participe au printemps 2013 à la tournée German Metal Attack Tour, suivie en automne d'une autre tournée avec Powerwolf. De plus, Robin Hadamovsky, qui avait déjà tenu la guitare rythmique lors de concerts au printemps, est confirmé comme membre permanent. En outre, Alex Palma quitte le groupe pour des raisons familiales et est remplacé par Carsten Kettering, qui quitte également le groupe début 2014. Depuis 2014, Alex Voss est à la basse. Un autre album, intitulé Banners High, sort le 20 décembre 2013, toujours sous le label NoiseArt Records. Durant cette période, une tournée de soutien est organisée avec Rage, suivie au printemps 2014 de la première tournée en tête d'affiche depuis la réunification.
Le septième album studio Generation Steel sort le 20 mars 2015. La première chanson de cet album, Hawks Will Fly, pour laquelle un clip est également tourné, est publiée le 28 février. Il est suivi d'une tournée de concerts en Allemagne et dans certaines régions d'Europe. À la suite de cette tournée, le guitariste Tristan Visser annonce son départ du groupe afin de pouvoir se concentrer sur sa carrière solo. Son successeur est Emanuel Knorr, qui a déjà participé à plusieurs concerts en tant que musicien invité avant de rejoindre officiellement le groupe en juillet de la même année.
Le 3 mars 2017, l'album Rebels sort,, et atteint la 16e place dans les charts allemands.

### Séparation
Le 6 avril 2023, Majesty annonce sa nouvelle séparation dès la fin du mois. Le concert de sortie du nouvel et dernier album Back to Attack à la Posthalle de Wurtzbourg sera donc aussi le dernier show de Majesty. 

## Discographie

### Albums studio
- 2000 : Keep It True
- 2002 : Sword and Sorcery
- 2003 : Reign in Glory
- 2006 : Hellforces (100e place des charts allemands[9])
- 2009 : Metalforce (sous Metalforce)
- 2013 : Thunder Rider (55e place des charts allemands[9])
- 2013 : Banners High
- 2015 : Generation Steel (39e place des charts allemands[9])
- 2017 : Rebels (16e place des charts allemands[9])
- 2019 : Legends (33e place des charts allemands[9])
- 2023 : Back to Attack (21e place des charts allemands[9])

### Autres
- 1999 : Majesty (démo)
- 1999 : Metal Monarchs (démo)
- 2004 : Metal Law (album live)
- 2006 : Sons of a New Millennium (EP)
- 2011 : Own the Crown (compilation)
- 2012 : Shake the Ground (DVD live)